# Coşkun Özarı

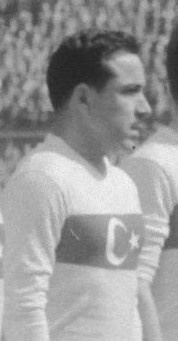
Coşkun Özarı in 1958

Coşkun Özari (Istanboel, 1931 - aldaar, 22 juni 2011) is een Turks oud-voetbalcoach.
Hij is het meest bekend als de trainer van het Turks voetbalelftal. Als coach was hij bij 54 interlands betrokken en dit was een record dat 20 jaar standhield. Dit record werd verbroken door Fatih Terim tijdens de interland tegen Georgië in februari 2007.
Ook was hij trainer bij Galatasaray.
Hij eindigde zijn trainercarrière in 1986 en werd een sportjournalist.

## Overleden
Hij overleed op 22 juni 2011 in Istanboel.